# Kayaköy
Kayaköy (în greacă Λεβίσσι, transliterat: Levissi) este o așezare-fantomă din Turcia, pe locul unui fost orășel locuit în majoritate de greci până la Genocidul grecilor și Schimburile de populație dintre Grecia și Turcia din 1923.

## Galerie de imagini

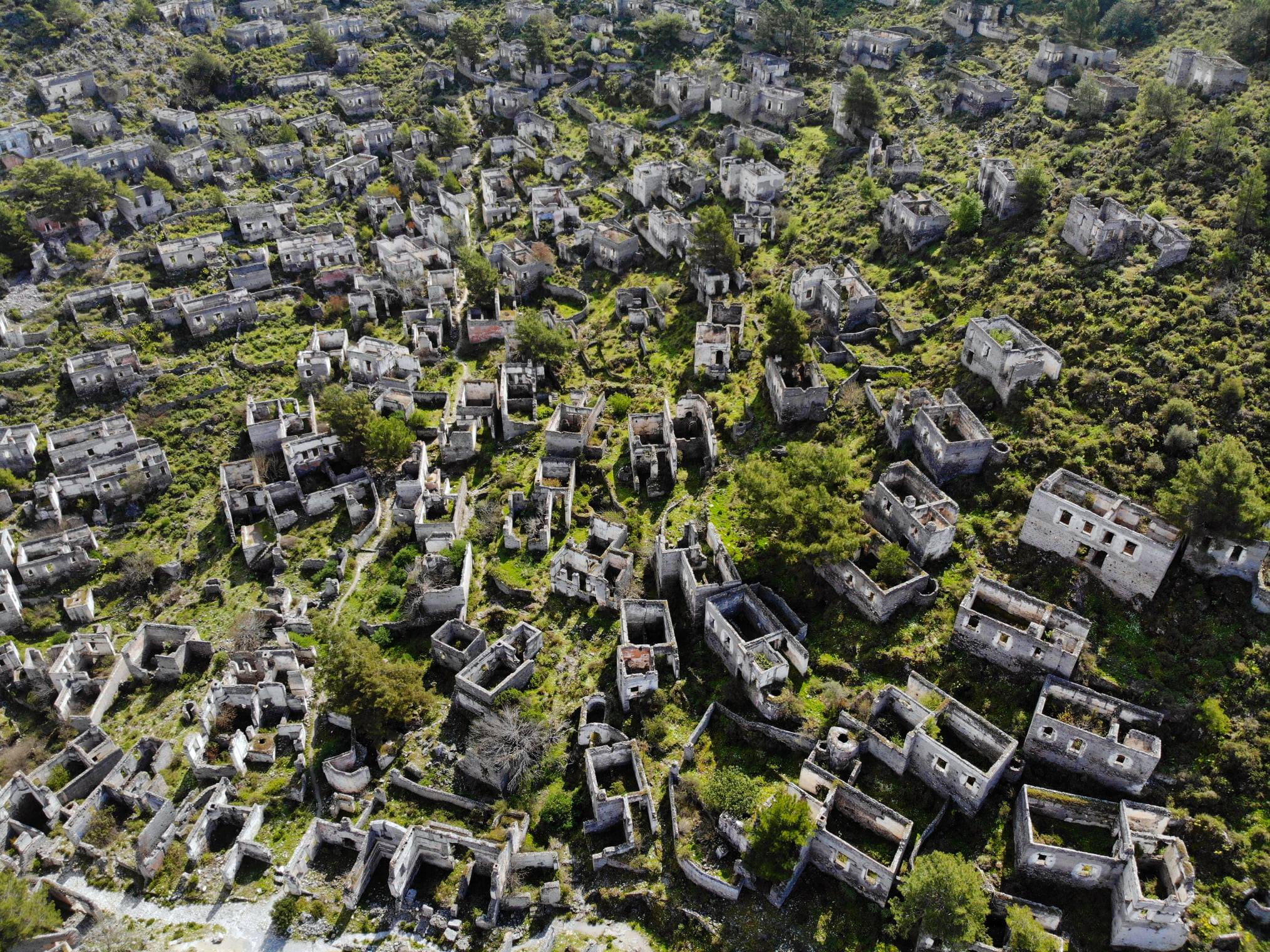
Vedere aeriană
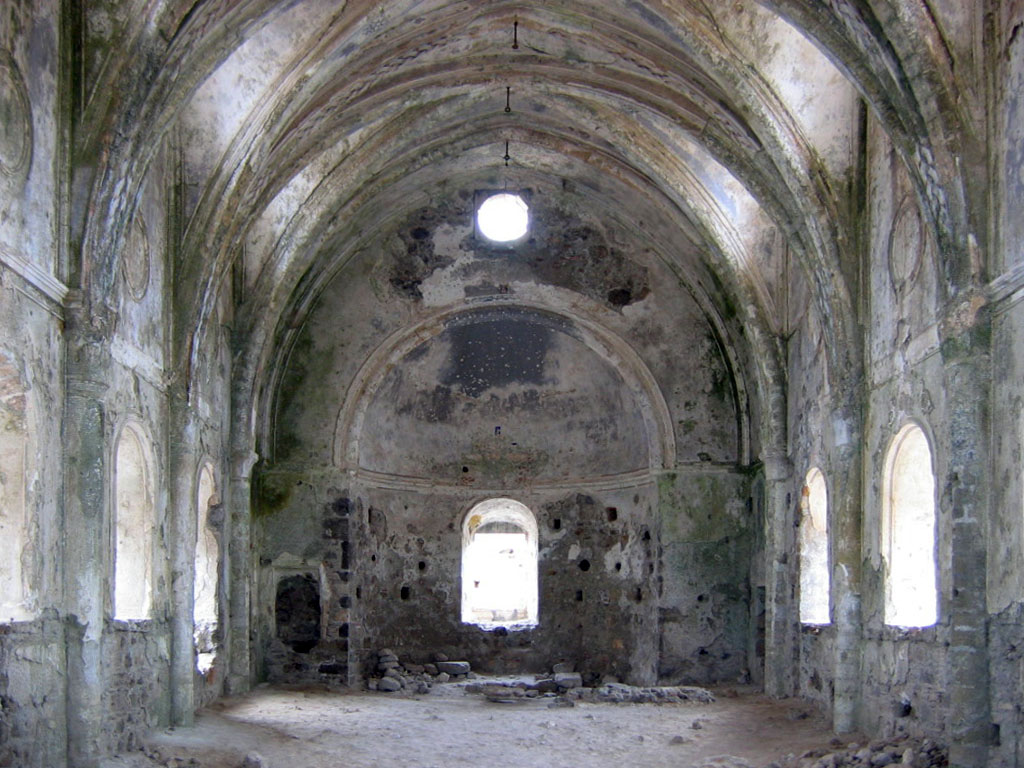
Interiorul uneia din fostele biserici